# Whānau
Whānau är ett ord på maori som betyder utvidgad familj. En whānau innefattar tre eller fyra generationer. Flera whānau bildar en hapū och flera hapū bildar en iwi (folk eller nation).